# Objectivité
 (janvier 2016).
Pour les articles homonymes, voir Objectif.
En langage courant, l’objectivité est la « qualité de ce qui est conforme à la réalité, d'un jugement qui décrit les faits avec exactitude ».
Elle peut caractériser, un objet en tant qu'objet, la connaissance ou la représentation d'un objet et enfin le sujet de cette connaissance ou représentation. L'objectivité est la description d'un objet vers laquelle tend une personne cherchant à faire abstraction de ses propres jugements de valeur, de ses intérêts ou ses goûts.

## Définitions générales

### Ontologique
D’un point de vue ontologique, l’objectivité est ce qui caractérise un objet, par opposition à ce qui, dans une conception dualiste, caractérise un sujet[réf. souhaitée].
Elle caractérise ce qui est propre à l'objet ou, plus généralement, ce qui « constitue » un objet. Que ce soit au sens passif d'une constatation (description de ses constituants), ou au sens actif d'une objectivation (processus de constitution). Dans le premier cas, on considère un objet déjà constitué, dans le second un objet en cours de constitution[réf. souhaitée].
On entend habituellement par objectivité d'un objet ce en quoi consiste la réalité de cet objet. L'un des critères d'objectivité les plus courants est celui de l'indépendance à l'égard d'un quelconque sujet connaissant. Entendue au sens métaphysique d'une réalité de l'objet, l'objectivité s'oppose soit à ce qui n'est qu'apparence, illusion, fiction, soit à ce qui n'est que mental ou spirituel, contrairement à ce qui est physique ou matériel. Néanmoins, cette acception n'est ni nécessaire ni évidente[réf. souhaitée].
Dans sa plus grande généralité, l'objectivité au sens ontologique ne repose en effet que sur les notions d'invariance et d'altérité. Ce que nous considérons comme un objet réel est d'abord et avant tout un invariant. Les objets dits « empiriques » ou matériels se caractérisent ainsi par la continuité spatio-temporelle, l'intermodalité (accord des différents sens : vue, toucher, odorat, etc.), et certaines autres propriétés mécaniques, chimiques ou autres que les scientifiques expriment par des lois[réf. souhaitée].

### Épistémique
D’un point de vue épistémique, l’objectivité caractérise la validité d'une connaissance ou d'une représentation se rapportant à un objet. Elle dépend, d'une part, de ce que l'on entend par « objet » et, de l'autre, des règles normatives propres au domaine considéré[réf. souhaitée].
En sciences, ces règles constituent la méthodologie scientifique, qui est propre à chaque discipline[réf. souhaitée].
L'objectivité au sens épistémique n'est pas synonyme de vérité, quoique l'usage ait tendance à les confondre. Elle est davantage un « indice de confiance » ou de « qualité » des connaissances et des représentations. En effet, une théorie scientifique peut être objective sans être vraie. C'est le cas, par exemple, de la théorie du Phlogistique (chimie), de la théorie de la Transmission des caractères acquis (biologie) ou de la théorie de l'Éther (physique). Il s'agissait de théories objectives, au sens où elles s'appuyaient sur un ensemble de faits d'observation et/ou d'expériences, étaient consistantes avec les connaissances théoriques de leur temps et jouissaient de la reconnaissance de la communauté scientifique[réf. souhaitée].
Depuis Emmanuel Kant, on définit l'objectivité comme ce qui est valable universellement, c'est-à-dire pour tous les esprits, indépendamment de l'époque et du lieu, et par opposition à ce qui ne vaut que pour un seul ou pour un groupe. L'objectivité se trouve ainsi opposée au relativisme. À partir des années 1960, cependant, certains ont abandonné l'exigence d'une stricte universalité tout en conservant celle d'un consensus au sein de la communauté (scientifique, culturelle, etc.), délimitant ainsi des sphères indépendantes d'application du concept. Loin de l'acception formelle ou méthodologique qui a marqué la période dite « néopositiviste », on tend aujourd'hui — par exemple au sein du courant constructiviste — à privilégier une conception nettement intersubjective[réf. souhaitée].
En ce qui concerne son fondement normatif, l'objectivité épistémique repose en dernière instance sur l'altérité de l'objet vis-à-vis du sujet, ainsi que sur la rationalité des sujets. Cette rationalité et cette altérité, laquelle s'exprime par exemple en termes de résistance ou d'indépendance à l'égard de la volonté, sont peut-être à chercher du côté de l'action[réf. souhaitée].

### Éthique
D’un point de vue éthique, l’objectivité d'un sujet est liée à des considérations à la fois épistémiques et morales. Elle s'exprime généralement en termes de neutralité, impartialité, désintéressement, ou impersonnalité. Il s'agit d'une prise de distance du sujet vis-à-vis de lui-même pour se rapprocher de l'objet, étant admis que l'objectivité et la subjectivité sont mutuellement exclusives[réf. souhaitée].
L'individu objectif est censé, au moment de porter un jugement, abandonner tout ce qui lui est propre (idées, croyances ou préférences personnelles) pour atteindre une espèce d'universalité, ce que Thomas Nagel a appelé le « point de vue de nulle part ». Cette conception utopique (de « nulle part ») a été remise en question, surtout à partir des années 1960 et 1970, tant pour des raisons pratiques que de principe. Dans notre monde moderne, l'objectivité se rapproche beaucoup plus de la somme des subjectivités des parties[réf. souhaitée].

## Exemples

### Sciences de la nature
- Kant
- Ernst Cassirer et l'école de Marbourg
- Le Cercle de Vienne et le positivisme logique
- La thèse kuhnienne de l'incommensurabilité des paradigmes
- Le problème de la mesure en mécanique quantique
- L'objectivité « faible » de Bernard d'Espagnat

### Sociologie
L'un des fondements de la discipline sociologique réside dans l'objectivité proclamée depuis les fondateurs par rapport au phénomène étudié. Émile Durkheim est l'apôtre de l'objectivité maximale, arguant de la nécessité de « considérer les faits sociaux comme des choses » et d'écarter systématiquement les prénotions.
Max Weber, de son côté, réaffirme son attachement au principe de la « neutralité axiologique », à écarter sans pitié les jugements de valeurs et à objectiver le sens subjectif dans le souci de comprendre l'activité sociale dans sa complexité. Dans son projet d'élaborer un véritable socialisme scientifique, Marx lui-même se méfie des idéologies et voue aux gémonies l'idéalisme hégélien et l'utopisme des anarchistes. Il ne retient, ce faisant, que les phénomènes historiques et les lois de l'Histoire[réf. souhaitée].

### Gender studies
- Donna Haraway et les « Savoirs situés »

### Journalisme
Dans le domaine de l'information et du journalisme, l'objectivité est un idéal difficilement atteint par les contraintes extérieures (économie, argent, pression). De fait, la manière dont les informations sont traitées, mais aussi du choix des informations traitées et de l'importance relative qui leur est accordée, dépend de l'indépendance journalistique et du savoir de la source[réf. souhaitée].
Il est en outre difficile pour le journaliste, comme pour tout rédacteur, de s'abstraire d'un certain nombre d'influences liées à son milieu, son éducation, son pays d'origine, etc. Mais le journaliste, en tant que professionnel, est dans le devoir de faire abstraction de toute contrainte extérieure, pour que l'information soit aussi proche que possible de la vérité (vérification des faits)[réf. souhaitée].

### Esthétique
- En peinture, voir Nouvelle Objectivité.
- Voir aussi l'article Photographie.

### Histoire
voir Objectivité (sciences historiques)

## Critiques de l'objectivité

### Existe-t-elle?
La critique de l'objectivité est portée par différents courants en épistémologie comme le constructivisme, le postmodernisme ou encore le relativisme :
- La connaissance située (ou savoir situé) est une notion conceptualisée par la biologiste et philosophe féministe Donna Haraway en 1988 en réaction contre la conception dominante de l'objectivité scientifique selon laquelle le savant pourrait « tout voir de nulle part », et en réaction contre le relativisme qui ruine les prétentions de l'objectivité en mettant à égalité toutes les opinions. La connaissance située suppose de s'interroger sur la position du sujet producteur de la connaissance, sur les limites de sa vision, sur les relations de pouvoir dans lesquelles il s'inscrit. C'est en prenant conscience de la situation du savant et du « lieu d'où il parle » que l'on a des chances d'atteindre une plus grande objectivité.
- Le projet de décolonisation du savoir est parfois perçu comme un rejet de la notion d' objectivité, celle-ci ayant partie liée avec la pensée coloniale. Selon certains tenant de la théorie décoloniale, la conception universelle d'idées telles que « vérité » et « fait » sont des constructions occidentales qui ont été imposées à d'autres cultures. Selon eux également, les notions de vérité et de fait sont, en réalité, «locales» ; ce qui est «découvert» ou «exprimé» à un endroit ou à un moment peut ne pas être applicable ailleurs[3]. Or le système de savoir occidental est devenu une norme pour le savoir mondial et ses méthodologies sont présentées comme les seules acceptables dans la production de savoir.
- l'objectivité nécessite de pouvoir distinguer un objet du sujet observant, ce qui n'est pas évident. « C'est l'objectivation qui domine l'objectivité ; l'objectivité n'est que le produit d'une objectivation correcte » dira ainsi Gaston Bachelard dans Études[réf. souhaitée].
- Jean Piaget (dans Logique et Connaissance Scientifique) avancera qu'« il n’y a plus en droit de frontière entre le sujet et l’objet », car « la connaissance (est) liée à une action qui modifie l’objet et qui ne l’atteint donc qu’à travers les transformations introduites par cette action »[réf. souhaitée].
- l'objectivité suppose absolument un sujet observant et « Ce sujet préexistant n'a pas besoin d'être objectif »[réf. souhaitée].
- l'existence du sujet et de la subjectivité sont elles-mêmes problématiques. On peut se demander comment un sujet faisant partie de l'Univers, pourrait examiner « objectivement » une part de l'Univers, ou soi-même. Pour ce faire, le sujet devrait s'extraire (s'abstraire ?) de l'Univers - et de lui-même - afin d'avoir un point de vue objectif. Cela est-il envisageable ?
- en pratique, pour définir ce qui est objectif, on est obligé d'user d'artifices : consensus mathématique (les mathématiciens réunis doivent s'accorder sur une démonstration), méthode scientifique de reproductibilité des expériences par les différents expérimentateurs, consensus historique et/ou social, accord des musiciens sur un ton, etc.[réf. souhaitée]. En un temps donné, un objet est reconnu, puis la relation à l'objet est définie par les sujets en réunion. On considère comme objective la somme de points de vue multiples[réf. souhaitée].
- « l'objectivité pratique » est une cooptation synchrone[réf. nécessaire].

En guise de boutade, Jean-Luc Godard a donné cette définition : « L'objectivité, c'est cinq minutes pour Hitler, cinq minutes pour les juifs », ce qui montre les limites de la définition de l'objectivité comme étant la somme des subjectivités.

### Quel rôle pour elle?
Parallèlement aux critiques entourant la définition de l'objectivité, une critique sur sa fonction dans la société va émerger. En effet, avec la montée en puissance de l'administration publique étatique ou des institutions européennes, l'objectivité a quitté le plan scientifique pour rejoindre le plan politique. Or l'objectivité, restant profondément attaché aux objets et non aux gens, n'y est pas forcément aussi facilement applicable et au contraire peut produire des aberrations.